# Tournoi de tennis de Kyoto
Le Shimadzu All Japan Indoor Tennis Championships est un tournoi international de tennis masculin et féminin faisant partie de l'ATP Challenger Tour ayant lieu tous les ans au mois de février à Kyoto. Il a été créé en 1965 par l'Association de tennis de Kyoto et la Fédération japonaise de tennis (JTA) et se joue sur surface synthétique. Un tournoi a également eu lieu à Kyoto en 1978 et 1981.
En 2019, le tournoi masculin perd son statut Challenger. En contrepartie, le tournoi féminin est promu en intégrant le circuit ITF professionnel et sa dotation monte à 60 000 dollars.

## Palmarès messieurs

### Simple
| Année | Vainqueur         | Finaliste           | Score          |
| ----- | ----------------- | ------------------- | -------------- |
| 1978  | Ross Case         | Jun Kuki            | 6-1, 6-7, 6-1  |
| 1981  | Ron Hightower     | Matt Doyle          | 7-5, 7-6       |
| 1997  | Carsten Arriens   | Mahesh Bhupathi     | 3-6, 6-2, 7-6  |
| 1998  | Michael Kohlmann  | Steve Campbell      | 7-6, 3-6, 6-3  |
| 1999  | Julian Knowle     | Gouichi Motomura    | 6-1, 6-2       |
| 2000  | Kevin Ullyett     | Arvind Parmar       | 63-7, 6-4, 6-4 |
| 2001  | John van Lottum   | Michael Kohlmann    | 63-7, 6-4, 7-5 |
| 2002  | Takao Suzuki      | Mario Ančić         | 64-7, 6-2, 6-2 |
| 2003  | Michal Tabara     | Noam Behr           | 6-2, 6-2       |
| 2004  | Michal Tabara     | Lu Yen-hsun         | 75-6, 4-3 ab.  |
| 2005  | Robin Vik         | Pavel Šnobel        | 6-4, 6-4       |
| 2006  | Nicolas Mahut     | Lu Yen-hsun         | 6-4, 6-1       |
| 2007  | Takao Suzuki      | Dieter Kindlmann    | 2-6, 7-5, 6-1  |
| 2008  | Go Soeda          | Matthias Bachinger  | 7-60, 2-6, 6-4 |
| 2009  | Sergei Bubka      | Takao Suzuki        | 7-66, 6-4      |
| 2010  | Yuichi Sugita     | Matthew Ebden       | 4-6, 6-4, 6-1  |
| 2011  | Dominik Meffert   | Cedrik-Marcel Stebe | 4-6, 6-4, 6-2  |
| 2012  | Tatsuma Ito       | Malek Jaziri        | 6-75, 6–1, 6-2 |
| 2013  | John Millman      | Marco Chiudinelli   | 4-6, 6-4, 7-62 |
| 2014  | Martin Fischer    | Tatsuma Ito         | 3-6, 7-5, 6-4  |
| 2015  | Michał Przysiężny | John Millman        | 6-3, 3-6, 6-3  |
| 2016  | Yuichi Sugita     | Zhang Ze            | 5-7, 6-3, 6-4  |
| 2017  | Yasutaka Uchiyama | Blaž Kavčič         | 6-3, 6-4       |
| 2018  | John Millman      | Jordan Thompson     | 7-5, 6-1       |

### Double
| Année | Vainqueurs                            | Finalistes                        | Score              |
| ----- | ------------------------------------- | --------------------------------- | ------------------ |
| 1978  | Ross Case Tony Graham                 | Joel Bailey Scott Carnahan        | 6-3, 6-4           |
| 1981  | Matt Mitchell Bill Maze               | Bruce Kleege Dave Siegler         | 7-6, 6-3           |
| 1997  | Mahesh Bhupathi Wayne Black           | Satoshi Iwabuchi Takao Suzuki     | 6-4, 6-7, 6-1      |
| 1998  | Takao Suzuki Kevin Ullyett            | Óscar Ortiz Maurice Ruah          | 4-6, 6-1, 6-4      |
| 1999  | Julian Knowle Lorenzo Manta           | Giorgio Galimberti Lee Hyung-taik | 6-1, 6-7, 6-2      |
| 2000  | Martin Hromec Tom Spinks              | Yaoki Ishii Satoshi Iwabuchi      | 6-4, 7-65          |
| 2001  | Noam Behr Noam Okun                   | Kelly Gullett Brandon Hawk        | 6-3, 7-5           |
| 2002  | Tuomas Ketola Alexander Waske         | Mario Ančić Lovro Zovko           | 6-4, 6-4           |
| 2003  | Amir Hadad Andy Ram                   | Jan Hájek Wang Yeu-tzuoo          | 3-6, 6-3, 6-1      |
| 2004  | Rik de Voest Fred Hemmes, Jr.         | Lu Yen-hsun Jason Marshall        | 6-3, 68-7, 6-4     |
| 2005  | Pavel Šnobel Michal Tabara            | Joji Miyao Atsuo Ogawa            | 6-2, 64-7, 7-5     |
| 2006  | Alun Jones Jonathan Marray            | Prakash Amritraj Rohan Bopanna    | 6-4, 3-6, 14-12    |
| 2007  | Sanchai Ratiwatana Sonchat Ratiwatana | Rajeev Ram Bobby Reynolds         | 6-4, 6-3           |
| 2008  | Dieter Kindlmann Martin Slanar        | Hiroki Kondo Go Soeda             | 6-1, 7-5           |
| 2009  | Aisam-Ul-Haq Qureshi Martin Slanar    | Tatsuma Ito Takao Suzuki          | 69-7, 7-63, [10-6] |
| 2010  | Martin Fischer Philipp Oswald         | Divij Sharan Vishnu Vardhan       | 6-1, 6-2           |
| 2011  | Dominik Meffert Simon Stadler         | Andre Begemann James Lemke        | 7-5, 2-6, [10-7]   |
| 2012  | Sanchai Ratiwatana Sonchat Ratiwatana | Hsieh Cheng-peng Lee Hsin-han     | 7-67, 6-3          |
| 2013  | Purav Raja Divij Sharan               | Chris Guccione Matt Reid          | 6-4, 7-5           |
| 2014  | Purav Raja Divij Sharan               | Sanchai Ratiwatana Michael Venus  | 5-7, 7-63, [10-4]  |
| 2015  | Benjamin Mitchell Jordan Thompson     | Go Soeda Yasutaka Uchiyama        | 6-3, 6-2           |
| 2016  | Gong Maoxin Yi Chu-huan               | Go Soeda Yasutaka Uchiyama        | 6-3, 7-67          |
| 2017  | Sanchai Ratiwatana Sonchat Ratiwatana | Ruben Bemelmans Joris De Loore    | 4-6, 6-4, [10-7]   |
| 2018  | Luke Saville Jordan Thompson          | Go Soeda Yasutaka Uchiyama        | 6-3, 5-7, [10-6]   |

## Palmarès dames

### Simple
| Année | Dotation | Vainqueur      | Finaliste      | Score          |
| ----- | -------- | -------------- | -------------- | -------------- |
| 2019  | 60 000 $ | Ylena In-Albon | Zhang Kai-Lin  | 6-2, 6-3       |
| 2020  | 60 000 $ | Xun Fangying   | Indy de Vroome | 3-6, 6-3, 7-66 |

### Double
Liste des paires de double ayant remporté le tournoi par année :
- 2019 :  Eri Hozumi /  Moyuka Uchijima
- 2020 :  Erina Hayashi /  Moyuka Uchijima